# Унгарско-румънска война
Унгарско-румънската война е предизвикана от обявяването на обединението на Трансилвания с Румъния на 1 декември 1918 г. През април 1919 г. на власт в Унгария идват болшевиките и провъзгласяват Унгарска съветска република. Армията на новата страна бързо започва действия за възвръщане на Трансилвания, но Румъния контраатакува и окупира големи части от Унгария, включително и столицата Будапеща. Унгарската съветска република е унищожена и новото унгарско правителство започва Бял терор в страната. Румънските войски се изтеглят през март 1920 г.